# Institutul Nuclear Vinča
Institutul de Științe Nucleare Vinča este un institut de cercetare a fizicii nucleare situat în apropiere de Belgrad, Serbia.  De la înființarea sa, institutul a efectuat cercetări în domeniile fizicii, chimiei și biologiei. Institutul face parte din Universitatea din Belgrad.

## Istoria
Institutul a fost înființat în 1948 ca Institut pentru Fizică. Mai multe grupuri diferite de cercetare au început activitatea în anii '50, timp în care s-au construit și doi reactori de cercetare.
Institutul operează doi reactori de cercetare; RA și RB. Reactorii de cercetare au fost furnizate de către URSS. Cel mai mare dintre cei doi reactori a fost evaluat la 6,5 MW și a folosit combustibil de uraniu îmbogățit 80% furnizat de sovietici.  La 15 octombrie 1958, a existat un accident critic la unul dintre reactorii de cercetare. Șase muncitori au primit doze mari de radiații; unul a murit la scurt timp după aceea.  Ceilalți cinci au primit primul transplant de măduvă osoasă vreodată în Europa.  Programul de cercetare nucleară s-a încheiat în 1968, iar reactorii au fost opriți în 1984.

## Îndepărtarea deșeurilor radioactive
În anul 2009 s-a raportat că fondul de stocare a combustibilului nuclear, care conținea cantități mari de deșeuri radioactive, era în stare proastă. 
În anul 2010 2,5 tone de deșeuri, inclusiv 13 kg de uraniu îmbogățit 80%, au fost transportate de la Vinča la o instalație de reprocesare de la Mayak, Rusia.  Acesta a fost cel mai mare proiect de cooperare tehnic al AIEA, mii de polițiști protejând convoaiele.

## Departamente
Astăzi centrul de cercetarea include mai multe departamente : 
- Departamentul de fizică
  - Accelerator de particule
  - Particule elementare
  - Energie înaltă
- Departamentul de fizică nucleară și de fizică de plasmă
- Departamentul de fizică teoretică și de fizică a materiei condensate
- Departamentul de radiație chimică și fizică
- Departamentul de fizică atomică
- Departamentul de chimie fizică
- Departamentul de chimie dinamică și de formație permanentă
- Departamentul de radioizotopie
- Departamentul de radiobiologie și de genetică moleculară
- Departamentul de genetică moleculară și de endocrinologie
- Departamentul de radiații și de protecție a mediului
- Departamentul de energie
- Centrul de cercetare pluridisciplinară și de inginerie